# Eutelia hollowayi
Eutelia hollowayi là một loài bướm đêm trong họ Noctuidae.